# Evangelische Superintendentur A. B. Steiermark
Die Evangelische Superintendentur A. B. in der Steiermark ist eine Diözese der Evangelischen Kirche A. B. in Österreich.

## Organisation
Die SI Steiermark betreut neben dem Land Steiermark den Ennspongau (Pfarre Schladming), den Lungau (Pfarre Murau) sowie das burgenländische Rudersdorf (Pfarre Fürstenfeld).
Der Sitz der Diözese ist im Martin-Luther-Haus der Heilandskirche in Graz, welche die Hauptkirche ist. Das Evangelische Diözesanmuseum der Steiermark befindet sich in Murau. Die Superintendentur umfasst 30 Pfarrgemeinden in der Steiermark und fünf Tochtergemeinden, wovon drei in der Steiermark, eine im Burgenland und eine in Salzburg liegen. Zusammen haben sie knapp 33.000 Mitglieder. Die Leitung der Superintendentur obliegt dem Superintendentialausschuss unter Vorsitz des Superintendenten und des Superintendentialkurators.

## Geschichte
Die Superintendentur geht auf ein Seniorat zurück, das 1847 aus den evangelisch-lutherischen Pfarrgemeinden in der Steiermark gebildet wurde. Das Seniorat gehörte damals zur Superintendentur von Innerösterreich und später zur Superintendentur Wien. Die Evangelische Superintendentur A. B. Steiermark besteht seit 1. Jänner 1947. Zum ersten Superintendenten wurde Leopold Achberger gewählt. Ihm folgten 1969 Martin Kirchschlager, 1976 Dieter Knall, unter dem 1977 das Evangelische Bildungswerk Steiermark gegründet wurde, 1983 Günter Matthias Rech, 1987 Ernst-Christian Gerhold sowie 1999 Hermann Miklas. Im März 2018 wurde Wolfgang Rehner zu seinem Nachfolger gewählt, er wurde am 23. September 2018 von Bischof Michael Bünker in sein Amt eingeführt.

## Gemeinden
| Pfarrgemeinde                                      | Gründungsjahr | Kirchengebäude | Bild                                       |
| -------------------------------------------------- | ------------- | --- | ------------------------------------------ |
| Admont-Liezen                                      | 1947          | Auferstehungskirche in Liezen, Bekennerkirche in Admont                                                                      | Auferstehungskirche in Liezen              |
| Bad Radkersburg                                    | 1906          | Christuskirche in Bad Radkersburg                                                                                            | Evangelische Kirche in Bad Radkersburg     |
| Bad Aussee                                         | 1921          | Evangelische Pfarrkirche in Bad Aussee, Kreuzkirche in Bad Mitterndorf                                                       | Jesuskirche in Bad Aussee                  |
| Bruck an der Mur                                   | 1912          | Evangelische Kirche in Bruck an der Mur                                                                                      | Evangelische Kirche in Bruck an der Mur    |
| Eisenerz                                           | 1947          | Christuskirche in Eisenerz                                                                                                   | Christuskirche in Eisenerz                 |
| Feldbach                                           | 1948          | Christuskirche in Feldbach, Heilandskirche in Bad Gleichenberg, Christuskirche in Fehring                                    | Christuskirche in Feldbach                 |
| Fürstenfeld Tochtergemeinde: Rudersdorf            | 1903          | Heilandskirche in Fürstenfeld; Evangelische Kirche in Rudersdorf                                                             | Heilandskirche in Fürstenfeld              |
| Gaishorn Tochtergemeinde: Sankt Johann am Tauern   | 1948          | Friedenskirche in Gaishorn am See, Johanneskirche in Trieben; Glaubenskirche in Sankt Johann am Tauern                       | Pfarrkirche in Gaishorn                    |
| Gleisdorf                                          | 2000          | Christuskirche in Gleisdorf                                                                                                  | Christuskirche                             |
| Graz-Eggenberg                                     | 1923          | Christuskirche in Graz-Eggenberg                                                                                             | Christuskirche                             |
| Graz-Heilandskirche Tochtergemeinde: Graz-Liebenau | 1856          | Heilandskirche in Graz; Erlöserkirche in Graz-Liebenau                                                                       | Heilandskirche in Graz                     |
| Graz-Nord (Matthäusgemeinde)                       | 1951          | Johanneskirche in Graz-Andritz                                                                                               | Johanneskirche                             |
| Graz, rechtes Murufer                              | 1910          | Kreuzkirche in Graz | Kreuzkirche in Graz                        |
| Gröbming                                           | 1852          | Christuskirche in Gröbming, Heilandskirche in Öblarn                                                                         | Christuskirche in Gröbming                 |
| Hartberg                                           | 1948          | Jesus-Christus-Kirche in Hartberg                                                                                            | Jesus-Christus-Kirche Hartberg             |
| Judenburg                                          | 1918          | Evangelische Kirche in Judenburg                                                                                             | Evangelische Kirche in Judenburg           |
| Kapfenberg                                         | 1926          | Christuskirche in Kapfenberg, Christuskirche in Thörl-Palbersdorf                                                            | Christuskirche in Kapfenberg               |
| Kindberg                                           | 1946          | Auferstehungskirche in Kindberg                                                                                              | Auferstehungskirche in Kindberg            |
| Knittelfeld                                        | 1916          | Bekennerkirche in Knittelfeld, Johanneskirche in Zeltweg                                                                     | Bekennerkirche in Knittelfeld              |
| Leibnitz                                           | 1910          | Friedenskirche in Leibnitz, Christuskirche in Hengsberg                                                                      | Evangelische Kirche in Leibnitz            |
| Leoben                                             | 1902          | Gustav-Adolf-Kirche in Leoben                                                                                                | Gustav-Adolf-Kirche                        |
| Mürzzuschlag                                       | 1900          | Heilandskirche in Mürzzuschlag                                                                                               | Heilandskirche in Mürzzuschlag             |
| Murau-Lungau                                       | 2001          | Elisabethkirche in Murau | Elisabethkirche in Murau                   |
| Peggau                                             | 1923          | Friedenskirche in Peggau, Bergkirche in Frohnleiten, Michaelskirche in Gratkorn, Heilig-Geist-Kirche in Judendorf-Straßengel | Friedenskirche in Peggau                   |
| Ramsau am Dachstein                                | 1782          | Evangelische Pfarrkirche in Ramsau am Dachstein                                                                              | Evangelische Kirche in Ramsau am Dachstein |
| Rottenmann                                         | 1906          | Auferstehungskirche in Rottenmann, Bethaus in Selzthal                                                                       | Auferstehungskirche in Rottenmann          |
| Schladming Tochtergemeinden: Aich, Radstadt        | 1782          | Peter-und-Paul-Kirche in Schladming; Christuskirche in Aich, Versöhnungskirche in Radstadt                                   | Peter-und-Paul-Kirche in Schladming        |
| Stainach                                           | 1959          | Dreieinigkeitskirche in Stainach                                                                                             |                                            |
| Stainz-Deutschlandsberg                            | 1901          | Friedenskirche in Stainz, Christuskirche in Deutschlandsberg                                                                 | Friedenskirche in Stainz                   |
| Trofaiach                                          | 1956          | Schlosskirche im Schloss Stibichhofen in Trofaiach                                                                           | Schloss Stibichhofen                       |
| Voitsberg                                          | 1923          | Gustav-Adolf-Kirche in Voitsberg                                                                                             | Gustav-Adolf-Kirche                        |
| Wald am Schoberpaß                                 | 1795          | evangelische Pfarrkirche in Wald am Schoberpaß                                                                               | Pfarrkirche in Unterwald                   |
| Weiz                                               | 1929          | Gustav-Adolf-Kirche in Weiz                                                                                                  | Gustav-Adolf-Kirche in Weiz                |